# 石藤

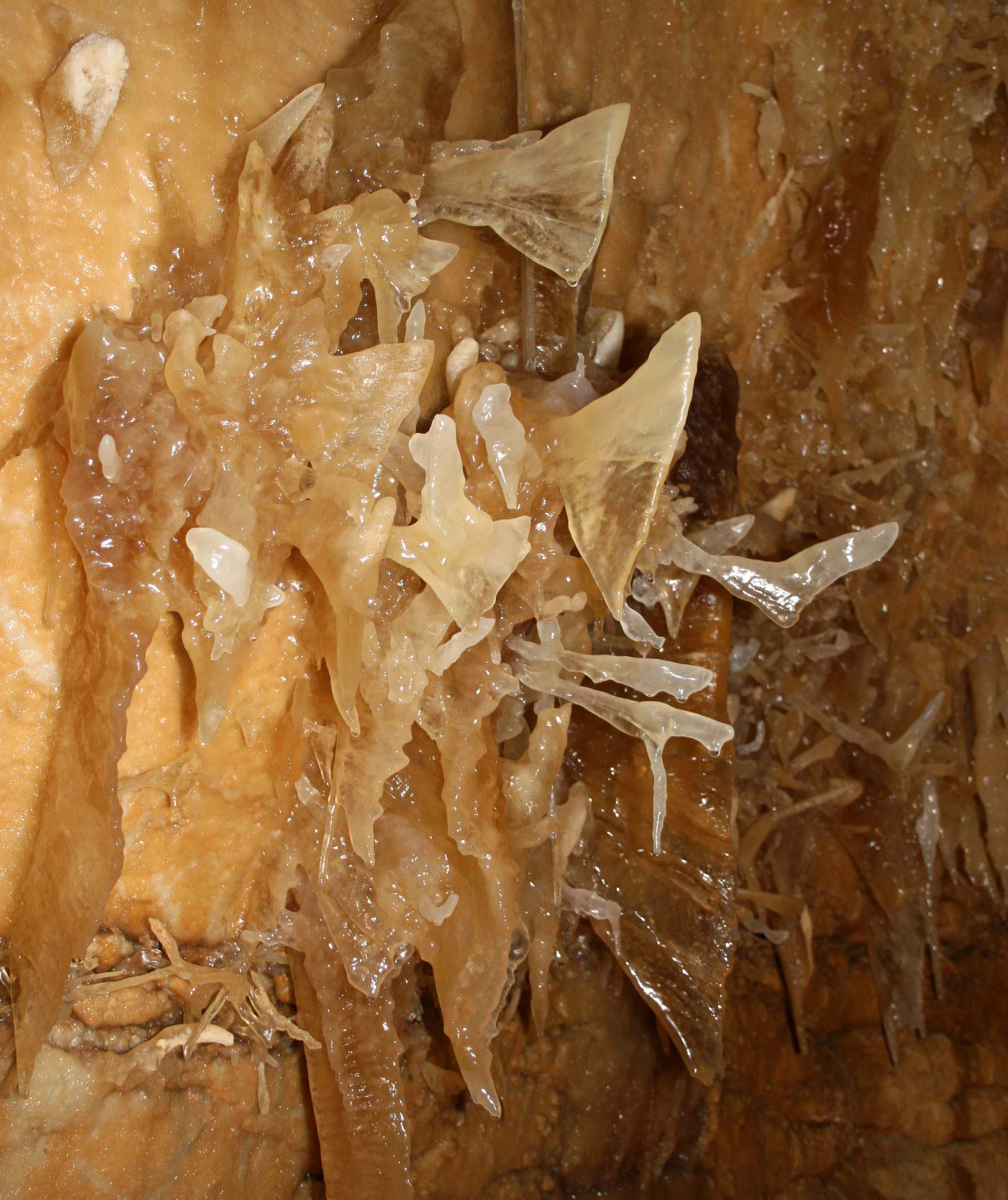
德克薩斯州的索諾拉洞穴中罕見的 “魚尾” 石藤

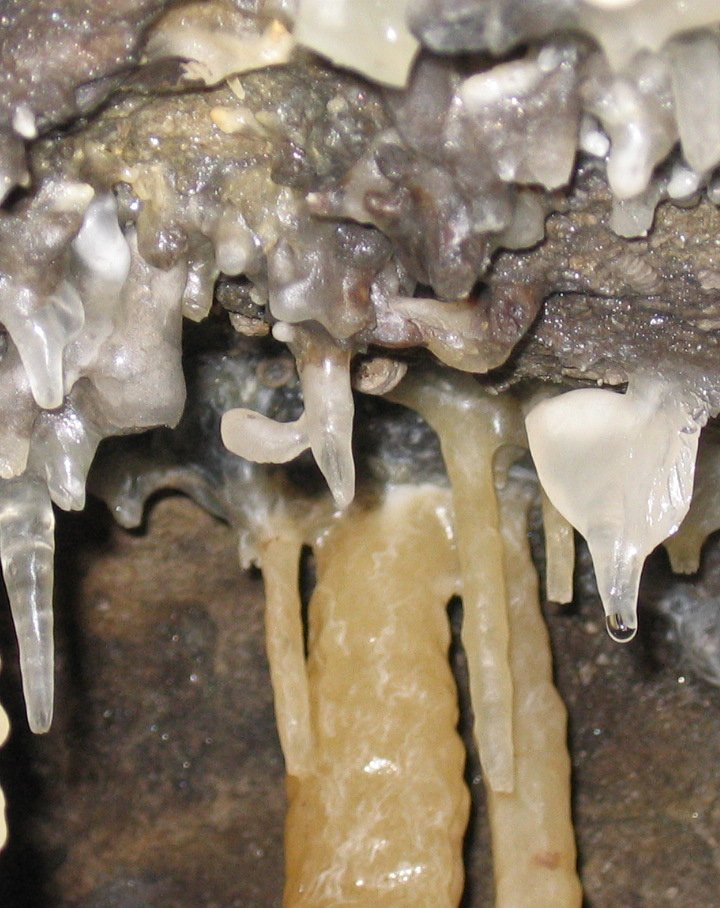
Derbyshire 的 Treak Cliff Cavern 洞穴的一個石藤

石藤或石枝（英語：helictite）是在石灰岩洞穴中發現的一種洞穴沉澱物，在其生長過程階段中，會從垂直方向发展变为側向發展。具有彎曲或有角的形狀，看起來好像它們不受重力的影響，這是因爲在微小水滴上的毛細管力，這種毛細管力在這種規模下通常足以抵抗重力。
石藤是最精緻的洞穴沉澱物。它們通常由針狀方解石和文石組成，呈多種類型：帶狀石藤、鋸、棒、蝴蝶、“手”、捲曲薯條和“蠕蟲團”等。它們通常具輻射向對稱性，很容易被觸摸壓碎或折斷，正因為如此，在旅遊洞穴伸手可及的範圍內很少能看到石藤。
猶他州的Timpanogos洞穴國家紀念碑擁有世界上最大的石藤，澳大利亞的Jenolan Caves、西班牙Karrantza的Pozalagua Cave、法國的Asperge Cave以及美國加利福尼亞州的Black Chasm Cavern也有石藤。

### 形成

滴石洞穴結構圖（標記H為石藤）

石藤的生長仍然有爭論，可能性最大的假设认为它由毛細管力形成，另一种可能的假设则认为它是基於風形成的。

#### 毛細管力
根據毛細管力的假設，石藤有一個非常細的中心管，水在其中流動，就像在吸管中一樣，毛細管力將能夠克服重力而輸送水。 然而，大多數石藤,並不是空心的。儘管如此，現有結構的尖端可以吸引水滴，溶解在水滴中的方解石，也幾乎沉積在任何有水滴的地方。這會導致在許多石藤中看到有遊蕩和捲曲的結構。

#### 風
另一種假設將洞穴中的風，為石藤具奇怪外觀的主要原因。掛在鐘乳石上的水滴被吹向一側，所以水滴石向那個方向生長，如果風向改變，生長方向也會改變。然而，這個假設也有問題的，因為風向的變化，與 洞穴外面的氣壓變化有關，風向的變化與室外天氣條件的變化一樣頻繁，但是石藤的生長速度非常緩慢，100年長幾厘米，這就需要風向必須長時間保持穩定。這個假設的第二個問題是許多有石藤的洞穴沒有風可以進入的天然入口。

#### 壓電力
已經提出的另一個假設是地質壓力的緩慢變化，改變晶體底部上的壓電靜電勢，並導致顆粒的沉積方向與主要壓力方向達到某種關係的方向。

#### 細菌
最近的假設指出由於細菌的影響，即原核細菌膜能提供礦化過程所需要的礦化核位點。

### 石藤的生長

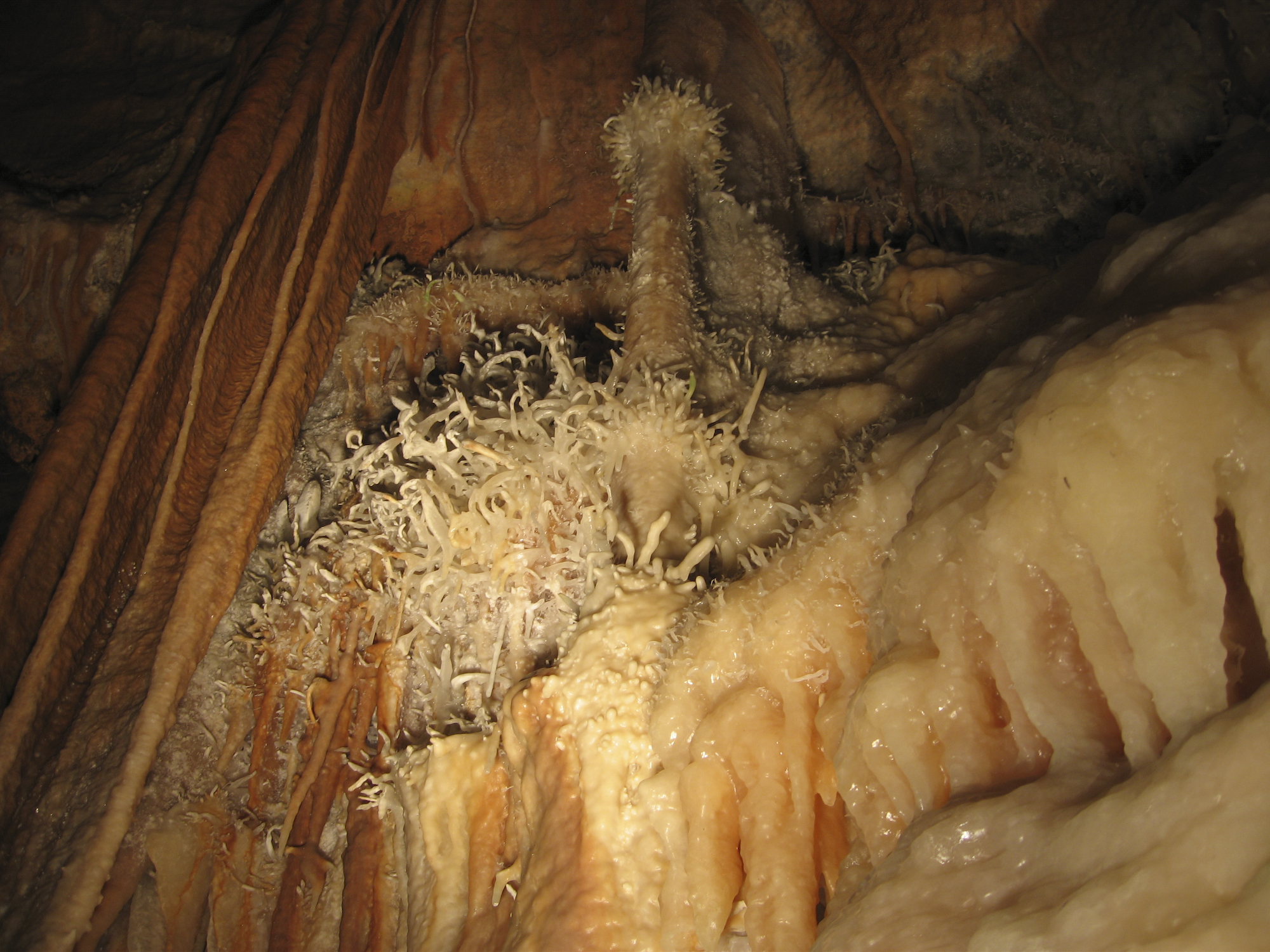
在 澳大利亞Jenolan Caves洞穴内的石藤

石藤以微小的鐘乳石開始生長。如同稻草，其末端可能會漂移或扭曲。主要部分可能形成正常，而小的石藤像細根或魚鉤一樣從它的側面長出。在一些洞穴中，聚集的石藤在一起像高達6英尺的灌木叢，從洞穴的地板上長出來。這些從洞穴地面上長出的石藤，也被稱為heligmites。
當水的化學成分發生輕微變化時，不知爲何單晶結構會從圓柱形變為圓錐形，常常不同的晶體的叠加，就造成倒置的冰淇淋筒一樣。

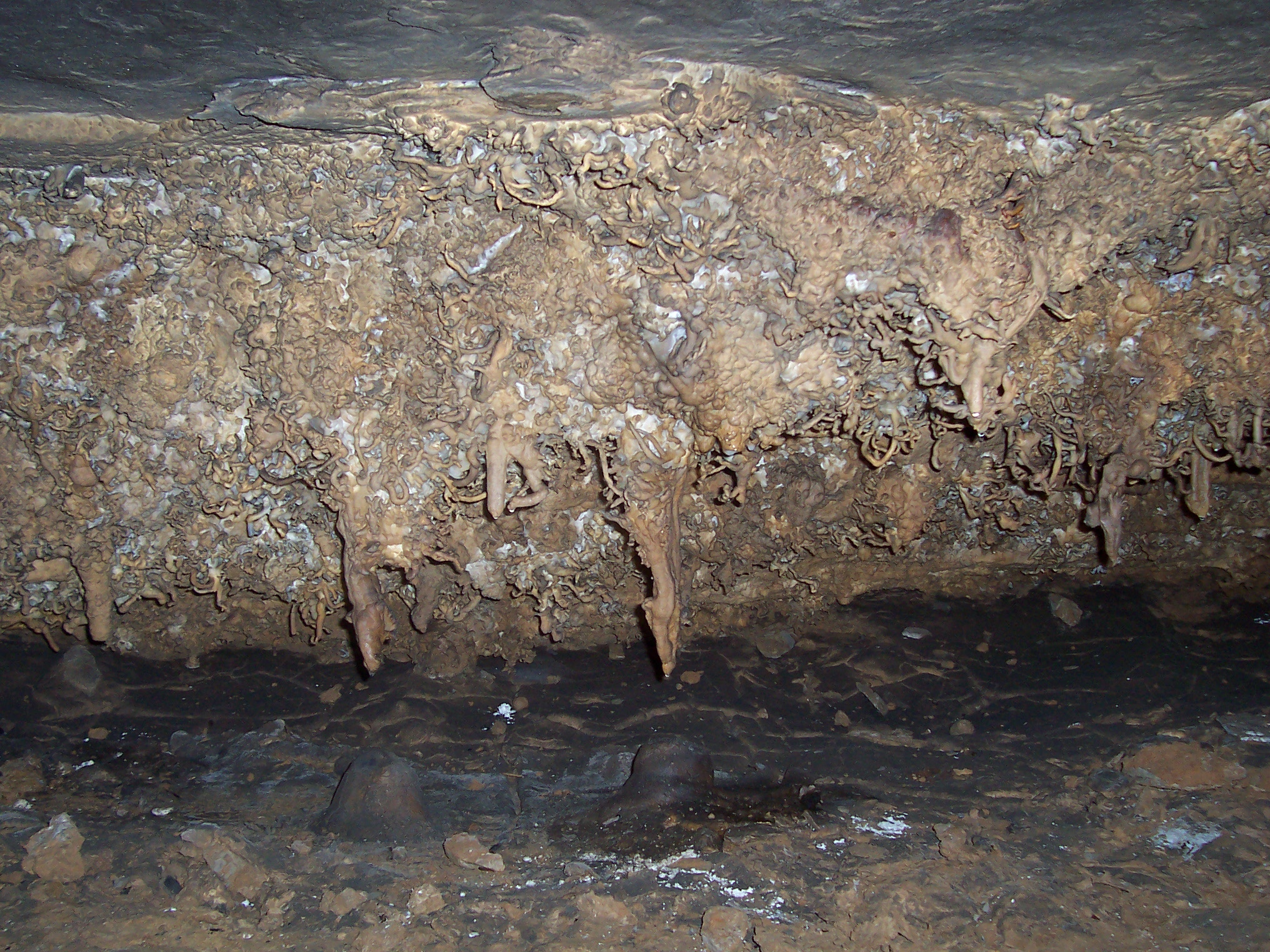
美國印第安納州懷恩多特洞穴中的石藤